# Jiřího náměstí (Poděbrady)
Jiřího náměstí je hlavní náměstí města Poděbrady v okrese Nymburk. Je pojmenováno po českém králi Jiřím z Poděbrad. Nachází se na západní straně poděbradského zámku. Vede přes něj silnice z Prahy do Hradce Králové, která za náměstím po mostě překonává řeku Labe. Náměstí vzniklo v 15. století. Najdeme na něm několik kulturních památek – Občanská záložna, Stará radnice, Mariánský sloup, pomník Jiřího z Poděbrad a domy čp. 4, čp. 5 a čp. 37. Stojí zde také Nová radnice. Od roku 1992 je Jiřího náměstí součástí městské památkové zóny.

## Historie

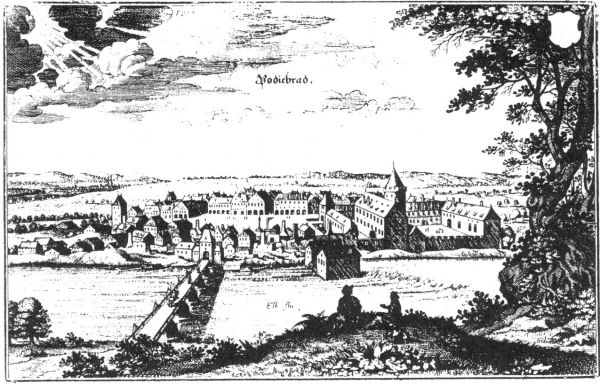
Nejstarší vyobrazení Poděbrad na této vedutě švýcarského rytce Matthäuse Meriana z roku 1650 zachycuje dnešní Jiřího náměstí

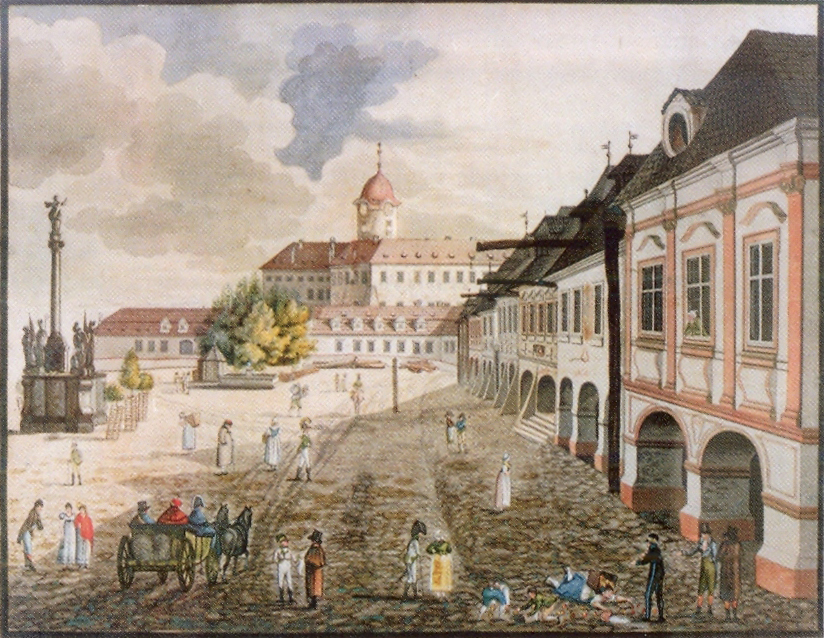
Jiřího náměstí na obrazu z 18. století

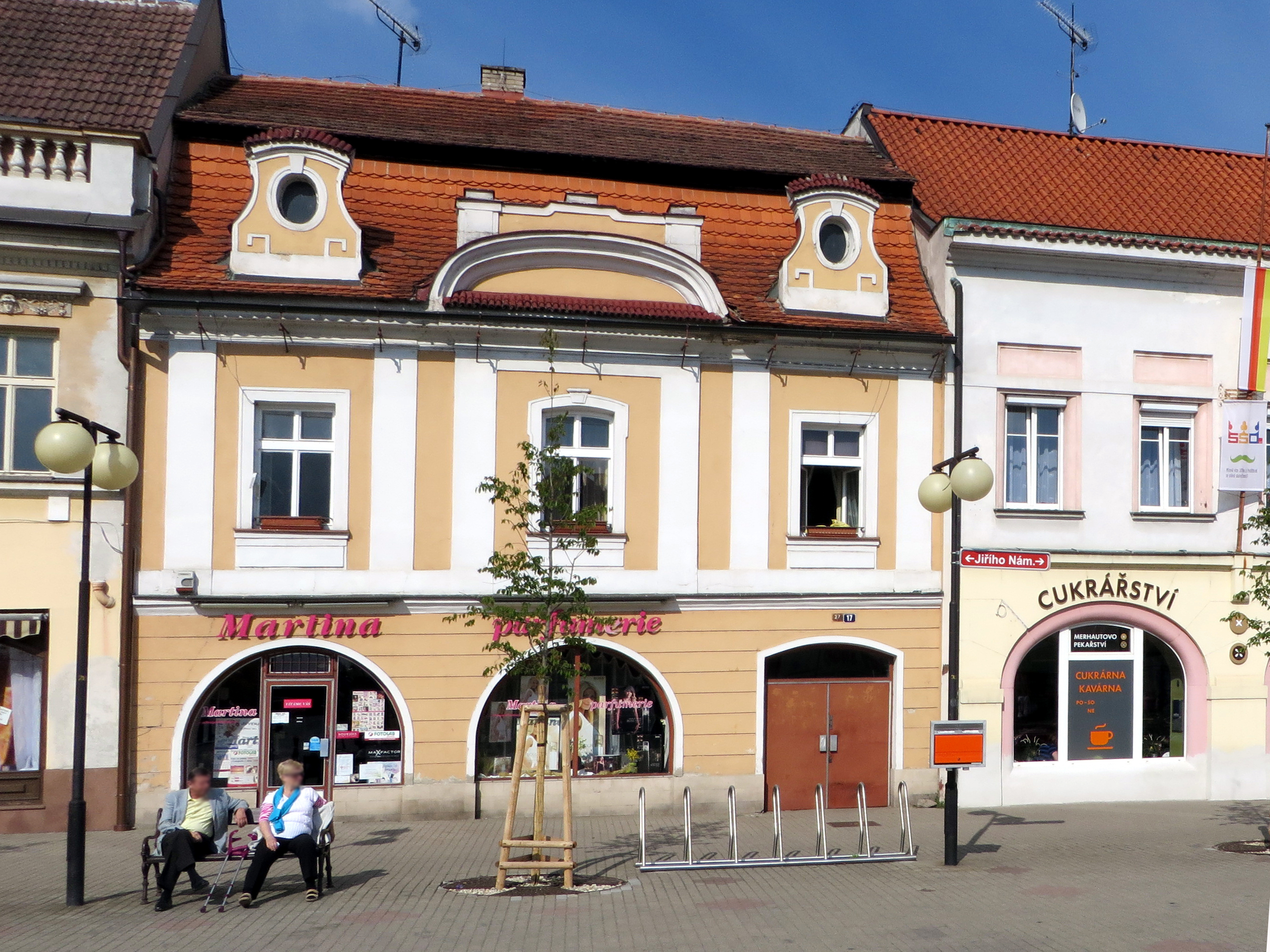
Měšťanský dům čp. 37 si jako jediný zachoval svůj barokní vzhled

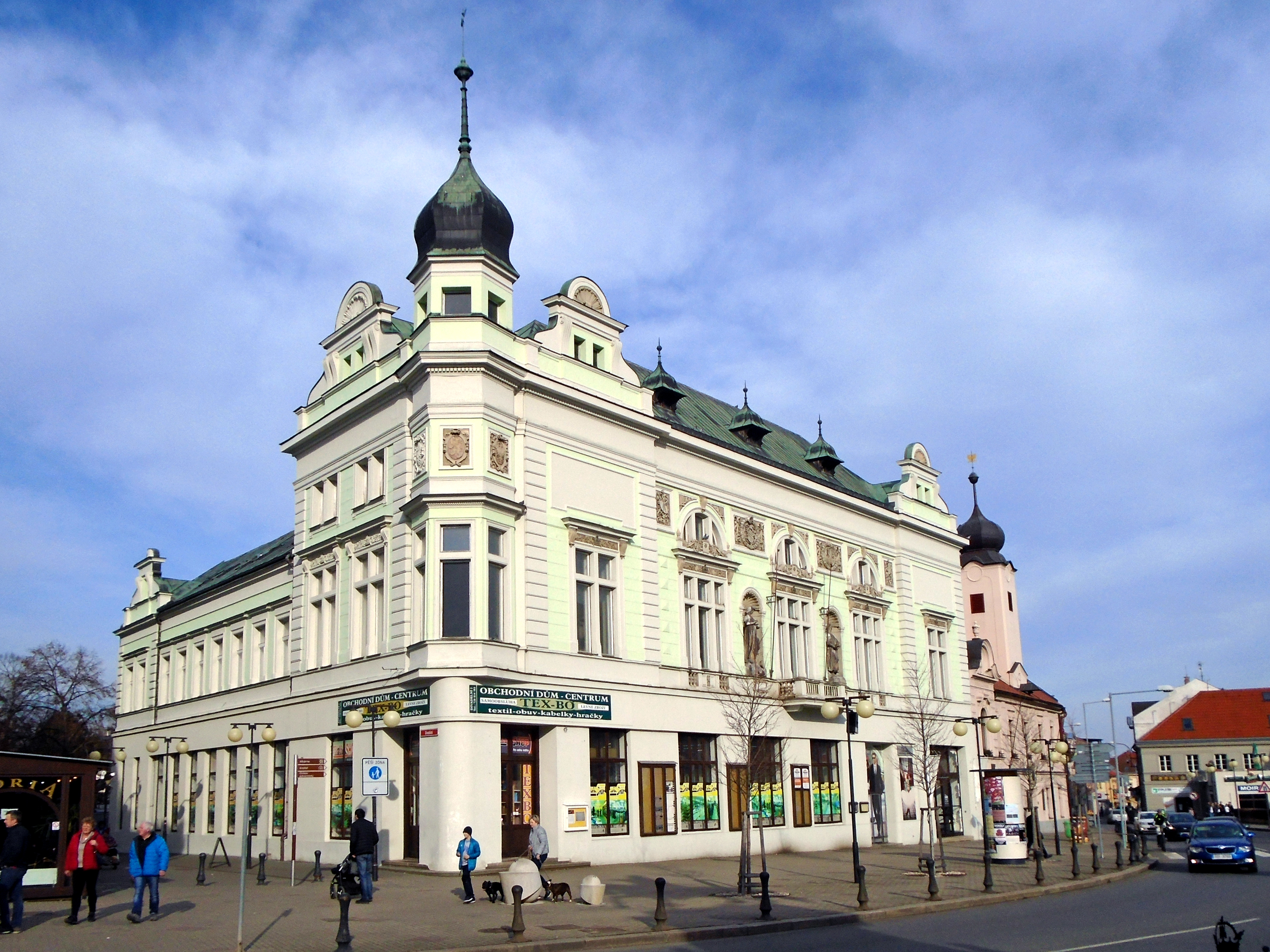
Občanská záložna

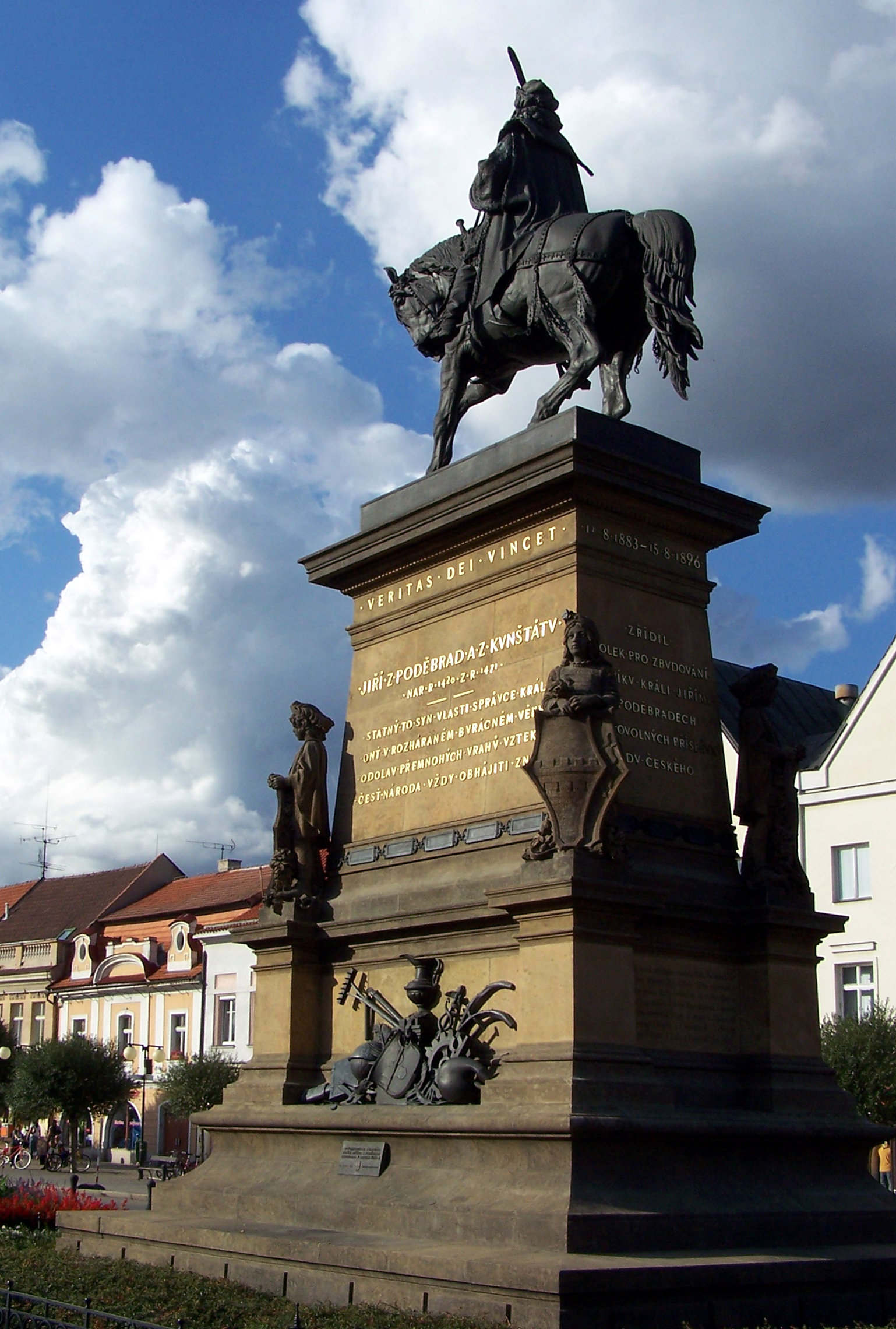
Jednou z dominant náměstí je pomník Jiřího z Poděbrad

V polovině 13. století nechal král Přemysl Otakar II. v Poděbradech vybudovat vodní hrad. Kolem hradu procházela královská cesta do Kladska. Centrum tehdejšího osídlení se nacházelo na východní straně hradu, kde dnes najdeme kostel Povýšení sv. Kříže.
Když si pozdější král Jiří roku 1440 vybral ves Poděbrady za své sídlo, začal na západní straně hradu budovat nové centrum (na město povýšeno až roku 1472). Do Poděbrad pozval lokátora Jana Čumpele, aby vytyčil nový rynek a parcely pro domy. Na těchto gotických parcelách byly postaveny dřevěné patrové domy na kamenných základech. Náměstí dostalo lichoběžníkový tvar, rozšířený směrem k východu. Trasa kladské cesty byla zachována, přičemž na náměstí byla odbočka ke královskému mlýnu (později parkoviště). Souběžně byl vybudován západní vstup do hradu. Náměstí obklopovaly hradby se třemi branami (Nymburská, Pražská a Hradecká).
Během konjunktury za vlády Ferdinanda I. v 16. století bylo náměstí s přilehlými ulicemi poprvé vydlážděno a do kašny byla přivedena voda. Zvelebeny byly také měšťanské domy, u kterých byla vybudována klenutá přízemí s podloubími a klenutými (někdy dvoupatrovými) sklepy. Za třicetileté války náměstí zchátralo, načež roku 1653 většinu domů zničil požár, což se opakovalo ještě roku 1681. Od té doby musely být všechny domy na náměstí zděné.
V 18. století bylo náměstí obnoveno a roku 1765 na něm byl vztyčen Mariánský sloup. Na rynku byla také postavena kamenná městská kašna (ve 20. století odstraněna). V letech 1800 a 1832 jej opět poničily požáry. Při prvním, založeném zlodějem Antonínem Barenreiterem (čp. 40/I), shořela severní část náměstí a přilehlé domy v Husově ulici. Při druhém požáru přímo na náměstí vyhořelo 26 domů (a další desítky v okolí). Důsledkem těchto požárů byla proměna náměstí, kde pouze jediný dům (čp. 37/I) si zachoval svůj barokní vzhled a většina ostatních domů je novorenesančních. Domy dostaly nové fasády, podloubí byla zazděna (vznikly v nich obchody) a shořelé valbové střechy nahradily sedlové. Poslední podloubí bylo ještě roku 1874 v domě čp. 31/I (později bylo ubouráno, aby se ulice rozšířila).
V první třetině 19. století byla přes náměstí vybudována významná císařská silnice spojující Prahu a východní Čechy. Nejprve vedla přes starý dřevěný most, ze kterého na náměstí ústila malá branka. V souvislosti se stavbou císařské silnice byl most nahrazen železným, na který navázal inundační most a samotný vjezd na náměstí byl rozšířen stržením části domu čp. 6/I.
Roku 1874 bylo na náměstí instalováno první veřejné osvětlení v podobě litinových kandelábrů s petrolejovými lucernami a roku 1893 město získalo své první elektrické veřejné osvětlení. Roku 1896 náměstí získalo svou dominantu v podobě jezdecké sochy krále Jiřího v nadživotní velikosti. Ta se v kompozici náměstí doplňovala s Mariánským sloupem a v její blízkosti se nacházela městská kašna. Roku 1898 byla vedle Staré radnice v severní části náměstí dokončena novorenesanční reprezentativní budova Občanské záložny a roku 1906 byl na západní straně náměstí postaven ještě novorenesanční Okresní dům. Po objevení pramene minerálky Poděbradky bylo v zámeckém příkopu, přístupném z náměstí, zřízeno veřejné pítko. Roku 1926 byl zbourán starý hostinec Fontána (čp. 3/I), který nahradila nová budova restaurace Savoy. Po vzniku Protektorátu bylo roku 1939 rozhodnuto o rozšíření úzkého koridoru spojujícího náměstí s mostem. Proto byl roku 1941 zbořen nárožní hostinec Bílá růže (čp. 16/I) a dva sousední domy směrem k mostu.
Výrazným zásahem do podoby náměstí byla demolice dvojice renesančních měšťanských domů (čp. 39/I a čp. 40/I) v 80. letech 20. století, které nahradila urbanismus náměstí zcela ignorující nevzhledná stavba Domu družstev. Obdobně výhled západním směrem kazí v 80. letech rozestavěný monstrózní socialistický kulturní dům (dnes obchodní dům Růžový slon), kterému padla za oběť část historického jádra města.
V 90. letech proběhla rekonstrukce náměstí, v rámci které bylo náměstí vydlážděno betonovou zámkovou dlažbou, byla zrušena parkoviště, instalován nový mobiliář a vysazeny nové stromy. Roku 2015 město uspořádalo veřejnou architektonickou soutěž na revitalizaci náměstí.

## Výskyt v kultuře
Na náměstí Jiřího byla situována scéna povídkového filmu s prvky sci-fi Přátelé Bermudského trojúhelníku (1987). Na náměstí se tak po průjezdu tajemným úsekem objeví pražská tramvaj.

## Rodáci
- Julie Kafková (roz. Löwy) – matka Franze Kafky (čp. 17/28)
- Zdeněk V. Tobolka — historik, hostinec Bílá růže (čp. 16/I)[4]
- Julie Trmalová — akademická malířka (čp. 37/17)
- František Turinský — básník a spisovatel, Stará radnice (čp. 41/12)